# Inanidrilus ernesti
Inanidrilus ernesti är en ringmaskart som beskrevs av Erséus 1984. Inanidrilus ernesti ingår i släktet Inanidrilus och familjen glattmaskar. Inga underarter finns listade i Catalogue of Life.